# Фурне Бланшрош
Фурне Бланшрош (фр. Fournet-Blancheroche) насеље је и општина у источној Француској у региону Франш-Конте, у департману Ду која припада префектури Монбелијар.
По подацима из 2011. године у општини је живело 348 становника, а густина насељености је износила 26,61 становника/km². Општина се простире на површини од 13,08 km². Налази се на средњој надморској висини од 970 метара (максималној 1.031 m, а минималној 574 m).

## Демографија
| 1962. | 1968. | 1975. | 1982. | 1990. | 1999. | 2011. |
| ----- | ----- | ----- | ----- | ----- | ----- | ----- |
| 174   | 232   | 223   | 215   | 224   | 256   | 348   |

График промене броја становника у току последњих година